# Заріччя (зупинний пункт, Львівська залізниця, Яворівський район)
Зарі́ччя — пасажирський залізничний зупинний пункт Львівської дирекції Львівської залізниці на електрифікованій постійним струмом двоколійній лінії Львів — Мостиська II між станціями Судова Вишня (5 км) та Мостиська I (14 км). Розташований в селі Заріччя Яворівського району Львівської області.

## Пасажирське сполучення
На платформі Заріччя зупиняються приміські електропоїзди сполученням Львів — Мостиська II.